# Сінгасарі
Сінгасарі — середньовічна індуїстська держава на сході острова Ява з 1222 по 1293 рік.

## Заснування
Кен Ангрок, засновник держави Сінгасарі — надзвичайно популярна фігура яванского фольклору. За легендами, він був сином неодруженої жінки і Брахми. Мати залишила немовля на кладовищі, проте його врятував і виховав розбійник. В молодості Кен Ангрок пережив багато пригод. Він служив у намісника князівства Тумапель, обманом захопив у нього владу і одружився з його вдовою, красунею Кен Дедес. У 1222 році Кен Ангрок переміг армію Кедірі і застував нову державу Сінгасарі. Однак уже в 1227 р. Кен Ангрока вбив син вбитого ним правителя Тумапеля.

## Розширення
Найбільш успішним нащадком Кен Ангрока був п'ятий раджа Сінгасарі, Кертанагара (1268—1292 рр.), який підкорив Балі і організував морську експедицію на захід Зондських островів. Кертанагара підтримував активні відносити з іншими державами на території сучасних Індонезії та Малайзії, а також з Чампа на півдні сучасного В'єтнаму.

## Конфлікт з монголами і захоплення Сінгасарі
У 1289 р. Хубілай звернувся до Кертанагари з вимогою виплачувати данину, проте той відмовився і спотворив присланих монгольських послів. У відповідь Хубілай почав організацію військової експедиції на Яву. Підготовка до захисту і утримання військ за межами держави, послабили сили Кертанагари. Це використав у своїх цілях Джайакатванг, володар залежного Кедірі. Він повстав проти Сінгасарі, переміг її армію і вбив раджу.
У 1293 році, коли на Яві висадилася монгольська армія, Раден Віджая (принц), зять Кертанагари, вступив з ними в союз проти Джайакатванга. Але після розгрому військ Кедірі, Раден Віджая несподівано зрадив союзників і почав проти них військові дії. Монголи були змушені покинути Яву. Зять Кертанагари став засновником нової держави — Маджапагіт.